# 五色山公園

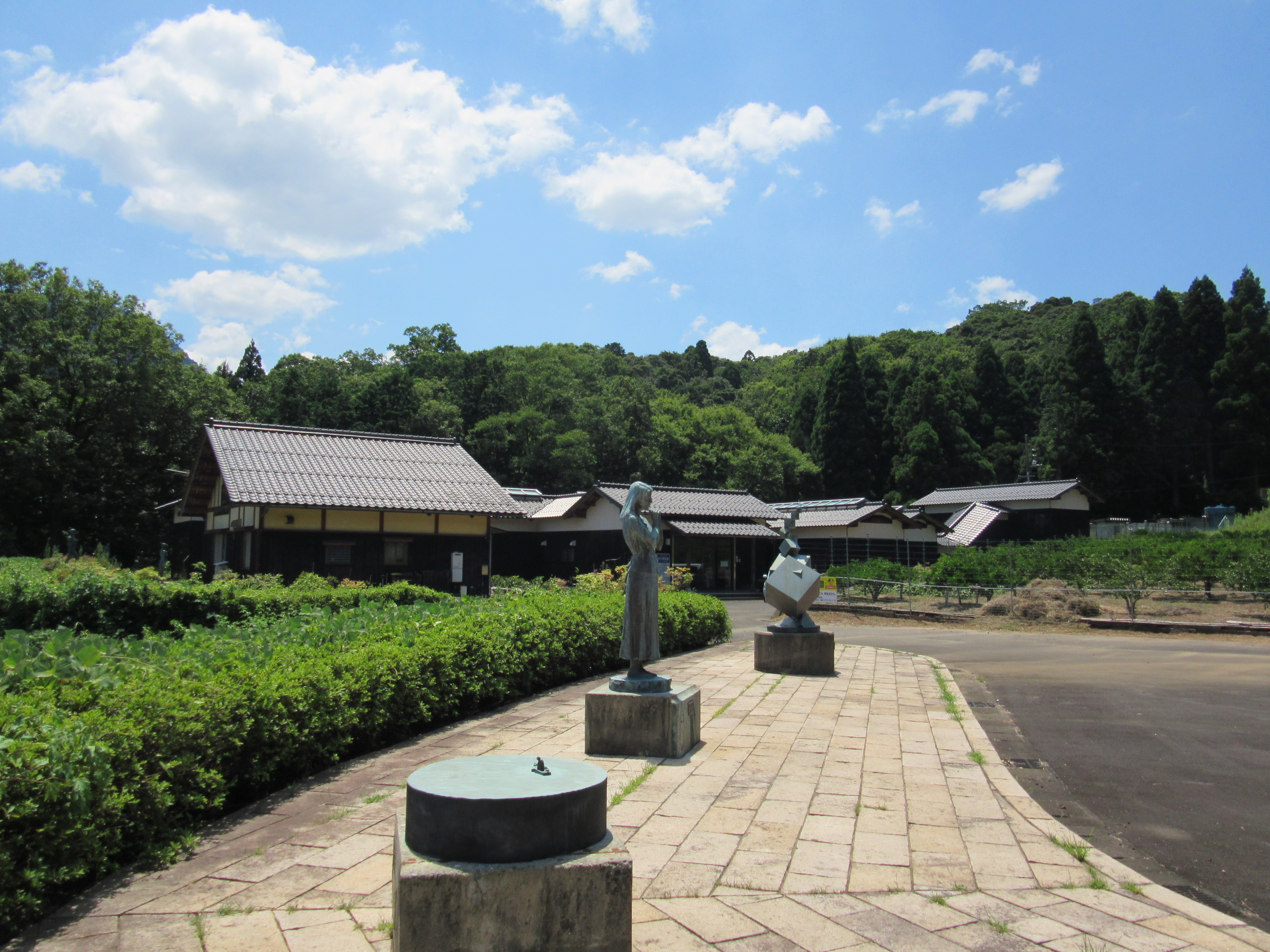
五色山公園

五色山公園（ごしきやまこうえん）は、福井県大飯郡高浜町にある公園。

## 概要
高浜町中心部から京都府舞鶴市寄りの内浦湾を臨む高台に、約30万㎡の敷地を持つ公園。約4,000本の桜やツツジ、ボタンなどが、四季折々に咲く。
敷地内の一角には、絵画や彫刻が展示されている「芸術の森匠の美術館」が併設されており、絵画や彫刻の展示のほか、製作が体験できる「工芸工房」、眼下に海の広がる「ヒロセオートキャンプ場」がある。

## 所在地
- 福井県大飯郡高浜町山中64-3-1

JR西日本 小浜線 若狭高浜駅から自動車・タクシーで約25分
舞鶴若狭自動車道 舞鶴東IC から、国道27号経由で約15分

## 施設等
公園
- 入場料：無料
- 駐車場：無料（30台）

芸術の森匠の美術館
- 開館時間：8:30 - 17:00（入館は16:30まで）
- 休館日：月曜。月曜が祝日の場合は翌日
- 入館料：大人200円、小中学生100円

オートキャンプ場
- 利用料：1日4,000円